# Dấu hiệu Nicoladoni
Trong y khoa, dấu hiệu Nicoladoni, hay dấu hiệu Branham  và dấu hiệu Nicoladoni-Israel-Branham , là nếu áp lực được áp dụng vào một động mạch gần với lỗ dò động-tĩnh mạch, phù sẽ giảm kích thước, tiếng động và tiếng rung sẽ biến mất, nhịp mạch và nhịp tim trở về bình thường.
Dấu hiệu được đặt tên theo Carl Nicoladoni.